# 삼성 키스
삼성 키스(Samsung KIES, /ˈkiːs/)는 일반적으로 USB 케이블 연결 (일부 기기에는 무선랜 키스 연결이 가능)을 통해 윈도우 및 매킨토시 컴퓨터와 삼성전자의 휴대 전화 및 태블릿 컴퓨터 기기 간의 통신에 쓰이는 프리웨어 응용 소프트웨어이다. 삼성은 키스를 대체할 새로운 소프트웨어 삼성 스마트 스위치를 출시하였으며 이것은 고객들이 새로운 삼성 기기들로 이관하는 데 주 목적을 두고 있다. KIES라는 이름은 "Key Intuitive Easy System"의 약자로 시작하였다. 버전 2.0 이후로 이 이름은 "KIES"로 축약되었다.

## 이용
이 소프트웨어는 다음의 용도에 사용할 수 있다:
- 데이터 백업
- 데이터 전송 (윈도우 및 맥 PC와 삼성 모바일 기기 간)
- 멀티미디어 (오디오, 비디오, 사진 등) 관리
- 부가 및 특별 장치 기능 구매 및 취득
- 장치 펌웨어 및 운영 체제 (OS 버전) 업그레이드

## 지원 장치
삼성 키스 소프트웨어를 지원하는 장치의 목록은 다음과 같다:
| - 삼성 갤럭시 A7 - 삼성 웨이브 - 삼성 제트 울트라 에디션 - 삼성 갤럭시 포털 - 삼성 옴니아 라이트 - 삼성 갤럭시 노트 - 삼성 갤럭시 넥서스 - 삼성 옴니아 프로 B7320 - 삼성 옴니아 프로 B7330 - 삼성 옴니아 프로 B7610 - 삼성 옴니아 II - 삼성 갤럭시 스피카 - 삼성 갤럭시 3 - 삼성 갤럭시 S - 삼성 갤럭시 S ADVANCE - 삼성 갤럭시 SL I9003 - 삼성 갤럭시 S 플러스 - 삼성 갤럭시 S II - 삼성 갤럭시 S III - 삼성 갤럭시 탭 - 삼성 갤럭시 에이스 - 삼성 갤럭시 에이스 II - 삼성 갤럭시 피트 - 삼성 갤럭시 지오 - 삼성 갤럭시 미니 - 삼성 갤럭시 W - 삼성 갤럭시 Y | - 삼성 갤럭시 Y 프로 - 삼성 갤럭시 R - 삼성 챔프 카메라 3303 - 삼성 i8910HD - 삼성 C6625 - 삼성 인퓨즈 4G - 삼성 이그지빗(Exhibit) 4G - 삼성 갤럭시 3 GT-i5801 - 삼성 갤럭시 유로파 GT-i5500 - 삼성 코비 프로 GT-B5310 - 삼성 듀오 GT-B7722 - 삼성 갤럭시 미니 GT-S5570 - 사이드킥(Sidekick) 4G - 삼성 갤럭시 탭 7.0 플러스 - 삼성 갤럭시 탭 7.7 - 삼성 갤럭시 탭 8.9 - 삼성 갤럭시 탭 10.1 - 삼성 갤럭시 탭2 7.0 - 삼성 GT-S5260 - 삼성 GT-S3370 - 삼성 GT-E2652 - 삼성 GT-S5233S - 삼성 GT-C3200 - 삼성 갤럭시 프로 (GT-B7510) - 삼성 히어로 E2232 |

## 시스템 요구사항
| 운영 체제                                         | CPU                                      | 램             | HDD 공간          | 화면 해상도                    | 요구 소프트웨어 |
| ------------------------------------------------- | ---------------------------------------- | -------------- | ----------------- | ------------------------------ | --- |
| 윈도우 XP SP2 / SP3, 윈도우 비스타, 윈도우 7 이상 | 인텔 펜티엄 1.8 GHz 프로세서 이상 (권장) | 1.00 GB (권장) | 최소 500 MB       | 1024 × 768 (600), 32 비트 이상 | 닷넷 프레임워크 3.5 SP1 이상, 윈도우 미디어 플레이어 10 이상, 액티브싱크 (윈도우 XP), 장치 센터 (윈도우 비스타), DirectX 9.0C 이상 |
| 맥 OS 10.5~ 10.6 (* 삼성 키스 미니)               | 1.8 GHz 인텔 이상의 프로세서             | 512 MB 이상    | 30 MB의 여유 공간 |                                | 웨이브 (GT-S8500) 펌웨어 업그레이드는 바다 1.2 이상에서 사용 가능. 웨이브 II (GT-S8530)                                            |